# Paphiopedilum exul
Paphiopedilum exul es una especie  de la familia de las orquídeas. 

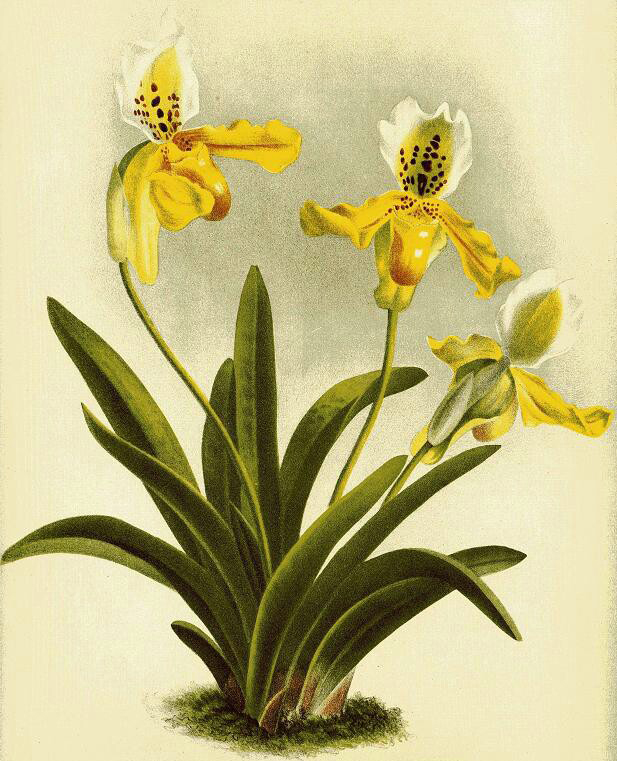
Detalle de las flores

## Descripción
Es una orquídea de tamaño pequeño o mediano, pequeño y mediano tamaño, que prefiere el clima cálido. Tiene hábitos terrestres con entre 4 y 5 hojas, lineales, suberectas, de color verde claro, carnosas y brillantes.  Florece en el otoño hasta la primavera tardía en una esbelta inflorescencia pubescente de 30 cm de largo y  con una larga, elíptica a estrecha bráctea floral elíptica.

## Distribución
Se encuentran en la península de Tailandia en grietas de las rocas desde el nivel del mar hasta los 50 metros.

## Taxonomía
Paphiopedilum exul fue descrita por (Ridl.) Rolfe y publicado en Orchid Review 4: 364. 1896.
Etimología
El nombre del género viene de « Cypris», Venus, y de "pedilon" = "zapato" ó "zapatilla" en referencia a su labelo inflado en forma de zapatilla.
exul; epíteto que significa "excluido".
Sinonimia
- Cordula exul [Ridl.] Rolfe 1912
- Cypripedium exul [Ridl.] Rolfe 1892
- Cypripedium insigne var. exul Ridley 1891
- Paphiopedilum exul f. aureum (auct.) O.Gruss & Roellke 2002
- Paphiopedilum exul var. aureum auct. 1896[3][4][1]